# نمودار دما–آنتروپی
نمودار دما–آنتروپی یا نمودار T-s، یک نمودار ترمودینامیکی است که برای تجسم تغییرات دما و آنتروپی ویژه در طی یک فرایند یا چرخه ترمودینامیکی به صورت نمودار یک منحنی استفاده می‌شود. این نمودار ابزاری مفید و متداول است، خصوصاً به این دلیل که به تجسم انتقال گرما در طی یک فرایند کمک می‌کند. برای فرایندهای برگشت‌پذیر (ایده‌آل)، سطح زیر منحنی حاکی از حرارت انتقال یافته به سامانه در طول فرایند است.
سیالات عامل در ترمودینامیک اغلب بر اساس شکل نمودار T - s آنها دسته‌بندی می‌شوند.
یک فرایند هم‌آنتروپی به صورت یک خط عمودی بر روی نمودار T–s به تصویر کشیده می‌شود، در حالی که یک فرایند همدما به صورت یک خط افقی است.